# Urbem Romam
Con la bolla Urbem Romam, il 4 gennaio 1746 papa Benedetto XIV istituì ufficialmente l'Albo della Nobiltà Romana, ordinando la compilazione dell'elenco dei nobili romani e il deposito, nelle tavole della Congregazione araldica del Senato Romano, in Campidoglio, dei cognomi e degli stemmi delle famiglie che ne facevano parte.
Papa Benedetto XIV era dotato di un fiuto giuridico e politico raffinato. Lo scopo della sua bolla era limitato a definire il ruolo del nobile romano, le sue funzioni nell'amministrazione cittadina e le famiglie che potevano godere di privilegi. La bolla fissava la composizione, gli attributi e il sistema di reclutamento della Nobiltà Romana; inoltre separava, all'interno del ceto patrizio, le famiglie papali dalle altre. Le norme servivano a stabilire le famiglie nobili romane esistenti e l'ammissione delle nuove. Riguardava la materia, sia dal punto di vista araldico, sia dal punto di vista amministrativo. Ai romani si impediva quindi l'uso del titolo, in atti pubblici e privati, se non avevano i requisiti necessari per essere ascritti alla Nobiltà cittadina. Questa Costituzione ebbe l'effetto di riservare, in pratica, all'aristocrazia romana l'esercizio delle magistrature cittadine, in modo da legare i nobili romani alle tradizioni municipali, invece che alla Sede Apostolica, allontanandoli quindi dalle decisioni politiche e religiose e confinandoli in quelle amministrative. I nobili, in pratica, dovevano aver avuto avi tra i Conservatori, tra i Priori dei Caporioni, tra i Caporioni di Roma. Il sistema restò praticamente immutato, fino alla caduta del Potere temporale del papa, avvenuto con la presa di Roma del 1870.
Perché una persona fosse ascritta alla nobiltà romana, era necessario fornire prove inoppugnabili che il postulante, così come suo padre e sua madre e gli avi paterni e materni, appartenessero a famiglie vissute in splendore et juribus nobilitatis. Il postulante doveva fornire inoltre le sue fedi di nascita e quelle dei genitori e dei nonni, per poter stabilire i quattro quarti di nobiltà. Si dovevano anche presentare prove fornite da magistrature dei municipi di provenienza. Tra queste prove erano compresi i titoli onorifici, le cariche esercitate, gli antenati illustri. Esisteva anche la prova del censo dovizioso. 

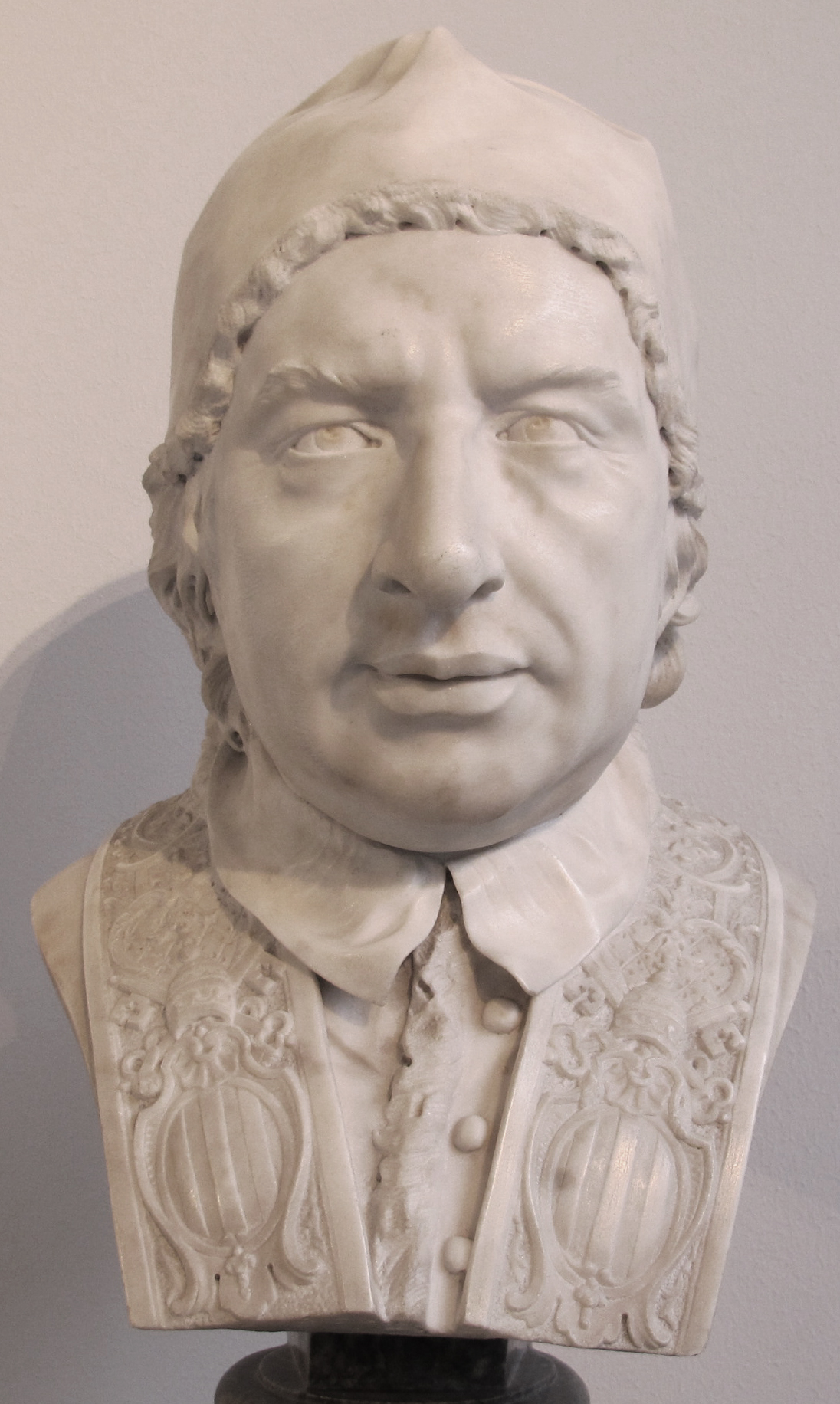
Pietro Bracci, Benedetto XIV Lambertini

Benedetto XIV sanciva anche la nobiltà delle famiglie dei papi, dando ai nipoti, figli maschi del fratello del papa, il rango principesco e il trattamento di Eccellenza, cioè una posizione ufficiale nello Stato e il riconoscimento di nobiltà de jure, cioè senza bisogno di prove. Nel Libro d'Oro risultarono elencate 180 famiglie che avevano diritto al titolo di patrizio romano; di queste, 60 avevano il titolo di patrizio romano coscritto.
Il Libro d'oro della nobiltà romana fu bruciato dai giacobini, durante la Repubblica Romana (1798-1799).
Negli anni tra il 1839 e il 1847 fu compilato un nuovo Libro d’oro che è conservato presso l'Archivio Storico Capitolino. Al pittore Giovanni Rust fu affidato l’incarico di dipingere, su fogli di pergamena, le armi gentilizie delle famiglie nobili romane e di miniare riccamente il frontespizio del Libro d’oro, con le insegne del Comune di Roma e del pontefice regnante. Il codice è rilegato in velluto rosso ed è guarnito, agli angoli, sul dorso e sui piatti, di bronzi dorati, realizzati da Guglielmo Hopfgarten. Vi sono elencate 335 casate che avevano diritto a godere del titolo di patrizio romano.
Secondo il Dizionario di Gaetano Moroni, intorno al 1840 per ogni postulante la spesa ammontava a scudi 113,35; ma non erano comprese: la scatola d'argento per il sigillo, la copia e la legatura del diploma, la redazione della scrittura e le copie per i membri della Congregazione, per cui bisognava aggiungere altri 150 scudi. Secondo una recente disposizione - annotava Moroni - i sudditi dell'Impero d'Austria dovevano avere un permesso dall'ambasciatore del loro Paese.

## Elenco delle famiglie patrizie

### Famiglie coscritte[3]
Segue l'elenco delle famiglie coscritte, da integrare con i nomi di tutte le famiglie principesche o ducali romane i cui capifamiglia portano pure il titolo di Coscritto. Per ogni posizione è indicata la famiglia che sostituì la prima a seguito della sua estinzione o della sua elevazione al rango principesco (è il caso dei Braschi Onesti e dei Gabrielli discendenti da Angelo). In tempi successivi alla bolla furono elevati al principato, ma non sostituiti da altre famiglie, anche i Del Drago di Paolo, entrambi i rami dei Massimo e gli Spada di Clemente. Alcuni dei casati coscritti, successivamente alla bolla, si fusero per via matrimoniale, così che in alcuni casi lo stesso nome occupa più posizioni (ciò accadde, per esempio, per i Naro, che riunirono i cognomi e i titoli dei Chigi Montoro, in cui a loro volta si erano estinti i Patrizi; non accadde lo stesso invece ad Antonio Gabrielli, che, presa la posizione dei Carpegna, fu sostituito nella sua dai Mantica). È indicato il nome del capostipite della linea per le famiglie che sono presenti in vari rami nell'elenco.
1. Accoramboni, poi Del Drago (di Stanislao)
2. Anguillara, poi Braschi Onesti, poi Savorelli
3. Astalli, poi Piccolomini
4. D'Aste (di Francesco), poi Dandini (di Pietro)
5. D'Aste (di Maurizio), poi Antamoro
6. Bichi
7. Boccapaduli, poi Longhi
8. Bolognetti, poi Sacripanti
9. Bonarelli, poi De Azara, poi Muti Papazzurri de Savorelli (di Antonio)
10. Del Bufalo
11. Bussi
12. Capizzucchi, poi Cavalletti
13. Capponi, poi Degli Atti, poi Collicola
14. Capranica
15. Cardelli
16. Carpegna, poi di Carpegna-Gabrielli (di Antonio)
17. Casali
18. de' Cavalieri, poi Laval della Fargua
19. Cenci (di Virginio)
20. Cenci (di Cristoforo), poi Del Cinque
21. Ceva, poi Negroni
22. Chigi-Montoro (poi Patrizi Naro Montoro Chigi)
23. Costaguti
24. Crescenzi, poi Moroni
25. Del Drago (di Paolo)
26. Falconieri
27. Filonardi, poi Sacripanti Vituzzi
28. Frangipane
29. Gabrielli (di Angelo), poi Compagnoni Marefoschi
30. Gabrielli (di Antonio), poi Mantica
31. Gavotti
32. Grassi
33. Maccarani
34. Marescotti
35. Massimo (di Camillo Francesco)
36. Massimo (di Francesco)
37. Melchiorri, poi Spada (di Alessandro)
38. Mignanelli
39. Molara
40. Muti
41. Muti Papazzurri (di Vincenzo)
42. Naro (poi Patrizi Naro Montoro Chigi)
43. Olgiati
44. Origo
45. Orsini
46. Ottieri, poi Sinibaldi
47. Palombara, poi Bonaccorsi
48. Patrizi (poi Patrizi Naro Montoro Chigi)
49. Petroni
50. Raggi
51. Ricci
52. Sacchetti
53. Sampieri
54. Serlupi
55. Soderini
56. Spada (di Clemente)
57. Theodoli
58. Verospi, poi Muti Papazzurri de Savorelli (di Giovanni Antonio)
59. Vettori
60. Vitelleschi